# 宋鸿钊
宋鸿钊（1915年8月13日—2000年2月17日），江苏苏州人，中国妇科肿瘤学专家。

## 生平
1943年毕业于北平市协和医学院，获博士学位。1995年当选为中国工程院院士。1995年，当选中国工程院院士。